# نعران الغربية
نعران الغربية هي إحدى القرى المحتلة والمدمرة التابعة لمحافظة القنيطرة في هضبة الجولان بجنوب غرب سوريا.